# Linea 11 (metropolitana di Pechino)
La linea 11 (in cinese 北京地铁11号线S, Běijīng dìtiě shíyī hào xiànP), conosciuta anche come diramazione Giochi Olimpici Invernali, è una linea attiva della metropolitana di Pechino.
La linea è stata inaugurata il 31 dicembre 2021, in concomitanza con l'avvio dei Giochi olimpici invernali di Pechino 2022, ed è gestita dalla Beijing Mass Transit Railway Operation. Attualmente la linea ha una lunghezza totale di 4,2 chilometri (in uso solamente 2,9 km) ed è composta solamente da 4 stazioni, situate nel distretto di Shijingshan. La linea 11 è rappresentata dal colore pompelmo.

## Storia

### Pianificazione originale
La prima proposta progettuale della linea 11 risale al 2006, quando inizialmente si era ipotizzato di realizzare una linea a forma di "L" che si sarebbe dovuta intersecare con una porzione della linea 10 per creare una nuova linea circolare. Dopo che venne conclusa la seconda fase della linea 10, che di fatto ha creato una nuova linea circolare, il progetto iniziale della linea 11 venne abbandonato.
Nel gennaio 2010 il Governo del distretto di Shijingshan ha divulgato dei nuovi piani per la realizzazione di una linea 11 nella zona ovest di Pechino, dichiarando che avrebbe attraversa il complesso di Shougang e avrebbe consentito interscambi con le linee 4 e 16.

### Sezione occidentale (diramazioneGiochi Olimpici invernali)
Il 20 marzo 2019 è stata effettuata la prima valutazione d'impatto ambientale della sezione ovest della nuova linea 11 della metropolitana di Pechino, la cui relazione è stata pubblicata il 4 aprile dello stesso anno. All'interno della relazione emergono le esigenze di gestione di un gran flusso di passeggeri dovuti alle Olimpiadi Invernali del 2022, motivo che porta a proporre la realizzazione di una diramazione definita Giochi Olimpici invernali con un percorso da nord a sud a servizio del distretto di Shijingshan. Il 9 luglio 2019 l'Accademia cinese delle scienze ferroviarie ha reso pubblico il secondo annuncio per la realizzazione di una seconda valutazione d'impatto ambientale sul nuovo progetto della sezione ovest della linea 11, annunciando il modello di treni che saranno in uso nella linea e la velocità operativa massima. Il testo conclusiva riguardo la valutazione d'impatto ambientale della linea 11 (diramazione Giochi Olimpici Invernali) è stata pubblicata il 5 dicembre dello stesso anno.
Nel settembre 2020 sono state confermate le denominazioni delle stazioni della linea 11: Moshikou, Jin'anqiao, Beixin'an e Xinshougang.
Tra il gennaio e il luglio 2021 sono proseguiti i lavori di realizzazione delle gallerie, della posa dei binari, della conclusione delle strutture principali delle stazioni e dell'apposizione della segnaletica ferroviaria. Il 10 settembre la sezione occidentale della linea 11 è entrata nella sua fase di pre esercizio e test. La tratta da Jin'anqiao a Xinshougang è entrata in funzione il 31 dicembre 2021, pochi giorni prima l'avvio delle Olimpiadi invernali. La stazione di Moshikou è stata inaugurata il 30 dicembre 2023.

### Sviluppi futuri
In base alle informazioni pubblicati l'11 gennaio 2022 nel Fase 3 del Piano di costruzione del transito ferroviario di Pechino, la fase 2 della linea 11 prevederà un collegamento tra le stazioni di Lize Business District e quella di Yangqiao. L'8 luglio 2022 una documentazione circa la Pianificazione quinquennale del trasporto ferroviario di Pechino (2022–2027) ha confermato che la fase 2 prolungherà la linea 11 di ulteriori 23,8 chilometri e 17 stazioni.

## Tratta e servizio

### Percorso
Il percorso attuale della linea 11 prevede quattro stazioni, collocate nel distretto di Shijingshan. Tramite la linea 11 è possibile usufruire dell'interscambio con la linea 6 e S1 presso la stazione di Jin'anqiao.

### Tariffazione
La tariffazione per percorrere l'intera linea prevede un biglietto di ¥3 (circa €0,40). Se si effettuano interscambi con altre linee il prezzo può aumentare fino a un massimo di ¥8 (circa €1) in base alla distanza percorsa.

### Orario di servizio
La prima corsa in direzione Xinshougang parte ogni giorno dalla stazione di Jin'anqiao alle 6:10 e effettua l'ultimo servizio alle 22:10. In direzione opposta, il primo treno da Xinshougang a Jin'anqiao è attivo alle 5:58 e si conclude con l'ultima corsa alle 21:30.

## Percorso e stazioni

### Percorso
| Urban head station in tunnel |

| Unknown route-map component "CONTgq" | Unknown route-map component "umtKRZ" | Transverse track | Unknown route-map component "CONTfq" |

| Unknown route-map component "uhCONTgq" | Unknown route-map component "utKRZh" | Unknown route-map component "uhKBHFxeq" + Unknown route-map component "HUBa" | Unknown route-map component "uhCONTfq" |

|  | Urban tunnel straight track | Unknown route-map component "utKBHFaq" + Unknown route-map component "HUB" | Unknown route-map component "utCONTfq" |

| Unknown route-map component "utKBHFxa" + Unknown route-map component "HUBaq" | + Unknown route-map component "HUBrf" |

| Urban tunnel station on track |

| Urban tunnel end station, unused through track |

| Unknown route-map component "uextCONTf" |

### Stazioni: fase I
|             | Nome stazione      | Nome in cinese, pinyin | Tot. tempo (ore) | Distanza totale (km) | Interscambi |
| ----------- | ------------------ | ---------------------- | ---------------- | -------------------- | ----------- |
| Moshikou    | 模式口 Móshìkǒu    | 0:00                   | 0,00             |                      |             |
| Jin'anqiao  | 金安桥 Jīn'ānqiáo  | 0:03                   | 1,36             |                      |             |
| Beixin'an   | 北辛安 Běixīn'ān   | 0:06                   | 2,21             |                      |             |
| Xinshougang | 新首钢 Xīnshǒugāng | 0:08                   | 2,90             |                      |             |

### Stazioni: fase II
Nel luglio 2024 vengono pubblicati degli aggiornamenti in merito agli sviluppi futuri della linea 11, confermando l'intenzione a prolungare la linea fino alla stazione di Lize Business District. Il percorso viene leggermente modificato, aggiungendo la stazione di Wanfenglu.
|                        | Nome stazione                | Nome in cinese, pinyin | Tot. tempo (ore) | Distanza totale (km) | Interscambi      | Note |
| ---------------------- | ---------------------------- | ---------------------- | ---------------- | -------------------- | ---------------- | ---- |
| Xingcai                | 型材 Xíngcái                 |                        |                  |                      | In progettazione |      |
| Guoluchang Nanlu       | 锅炉厂南路 Guōlú chǎng nánlù |                        |                  |                      | In progettazione |      |
| Yamenkouxi             | 衙门口西 Yáménkǒuxī          |                        |                  |                      | In progettazione |      |
| Tiyuchang Nanjie       | 体育场南街 Tǐyùchǎng nánjiē  |                        |                  | (Pianificata)        | In progettazione |      |
| Yamenkoudong           | 衙门口东 Yáménkǒudōng        |                        |                  |                      | In progettazione |      |
| Lugu Dajie             | 鲁谷大街 Lǔgǔ dàjiē          |                        |                  |                      | In progettazione |      |
| Wujiacun               | 吴家村 Wújiācūn              |                        |                  |                      | In progettazione |      |
| Xiaowayao              | 小瓦窑 Xiǎowǎyáo             |                        |                  |                      | In progettazione |      |
| Qingta                 | 青塔 Qīngtǎ                  |                        |                  |                      | In progettazione |      |
| Wanfenglu              | 万丰路 Wànfēnglù             |                        |                  |                      | In progettazione |      |
| Lianhuaqiao            | 莲花桥 Liánhuāqiáo           |                        |                  |                      | In progettazione |      |
| Pechino Ovest          | 北京西站 Běijīngxī zhàn      |                        |                  | BXP                  | In progettazione |      |
| Maliandao              | 马连道 Mǎliándào             |                        |                  |                      | In progettazione |      |
| Lize Business District | 丽泽商务区 Lìzé shāngwùqū    |                        |                  | ()                   | In progettazione |      |

## Materiale rotabile
| Modello | Immagine | Produttore                           | Anno      | In servizio | Numeri          | Deposito                                              |
| ------- | -------- | ------------------------------------ | --------- | ----------- | --------------- | ----------------------------------------------------- |
| ZBM04   |          | Hebei Rail Transit Vehicle Equipment | 2020-2021 | 5           | 11 001 - 11 005 | 500m dalla stazione di Xinshougang (新首钢站后检车区) |